# マルバルコウ
マルバルコウ（丸葉縷紅、学名: Ipomoea coccinea）は、ヒルガオ科サツマイモ属に分類される一年性植物の一種。熱帯アメリカ原産。
和名は、ルコウソウの仲間で葉が丸いことから。マルバルコウソウと表記される場合もある。中国名は、橙紅蔦蘿（圓葉蔦蘿）。

## 形態・生態

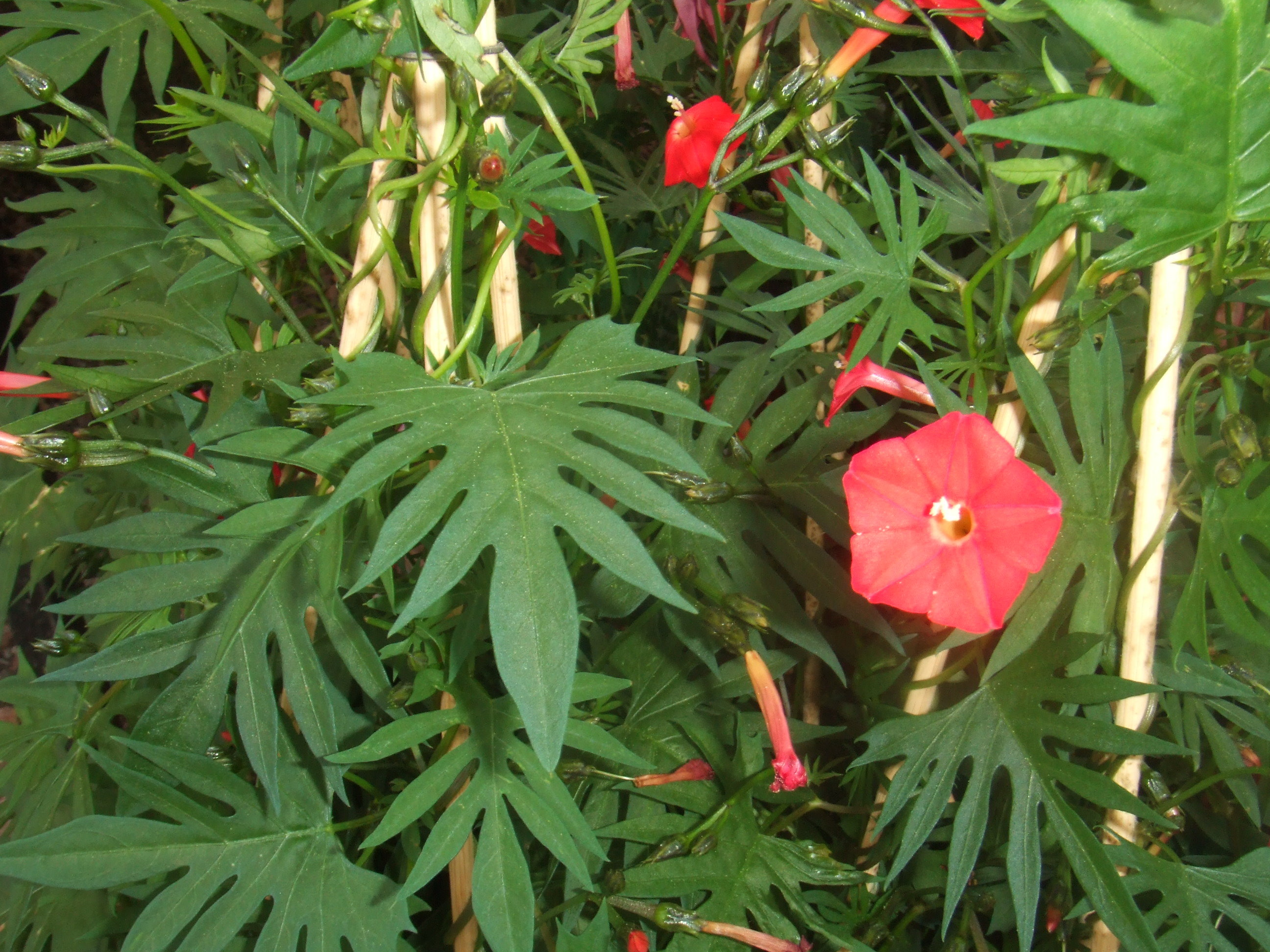
モミジルコウ

一年草。つる性植物で、茎が左巻きの蔓になって、さまざまなものにからまりながら長さ3メートル (m) ほどまで伸びる。
葉は長い柄がついて、卵形で先が尖り、基部は心形。よく似たツタノハルコウの葉は深裂する。ふつう、葉縁の各側面に1 - 2個の角上の突起がある。
花期は夏から秋にかけて。枝の先に花を3 - 8個つける。花冠は長さ2センチメートル (cm) ほどの漏斗形で、筒部の先が急に平らに開く。花を上から見ると径1.5　-　1.8 cm の五角形で、花色は赤色で、虫媒花である。雄蕊は5個、雌蕊は1個、柱頭は白色で球状。萼は無毛で、基部近くまで深く5裂し、裂片は途中から急に細まり棒のようになる。花後は花柄が下向きになって、果実ができる。果実（蒴果）は径8ミリメートル (mm) ほどで無毛、4室、残存する萼が果実と同長である。

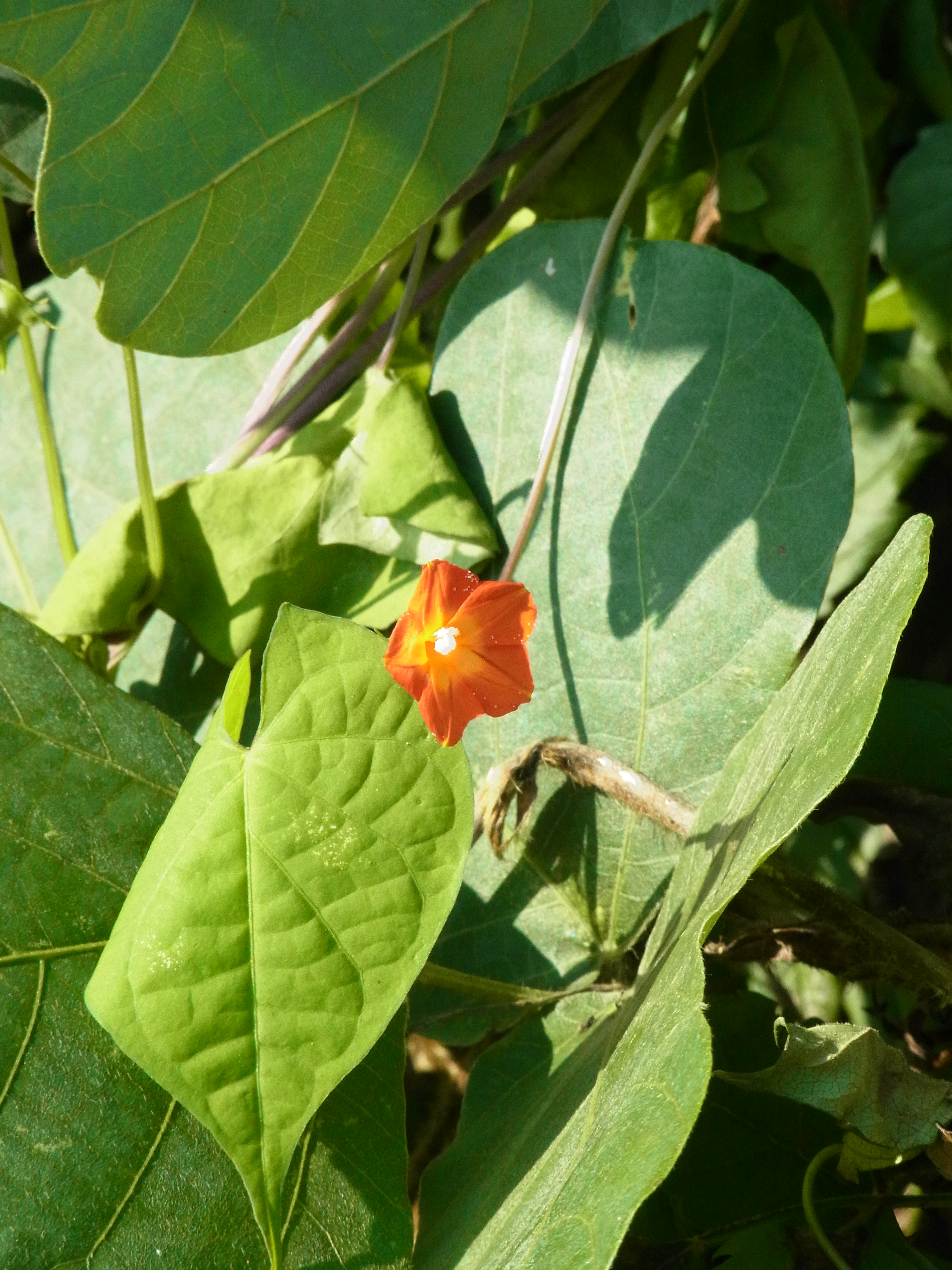
花
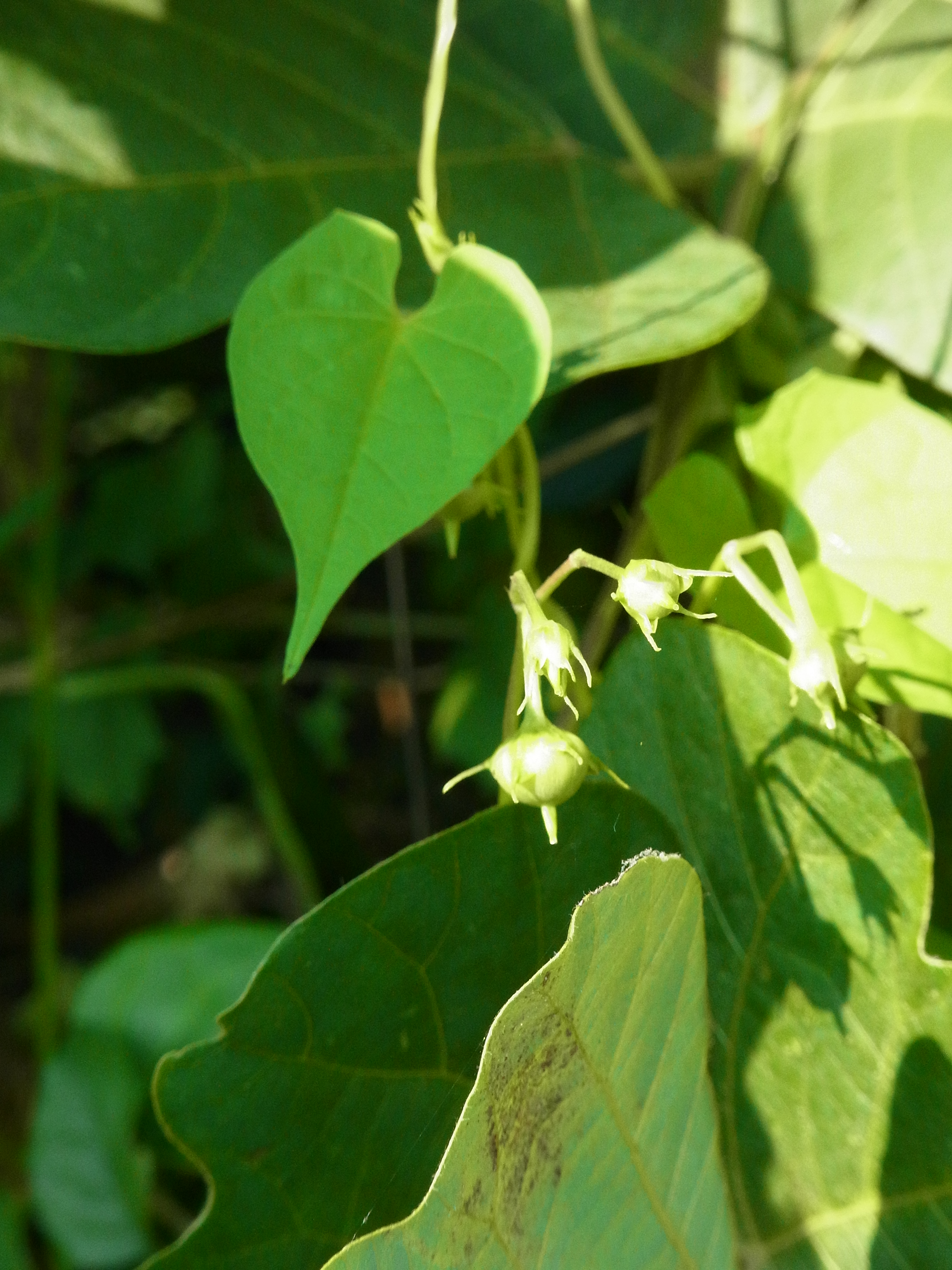
果実
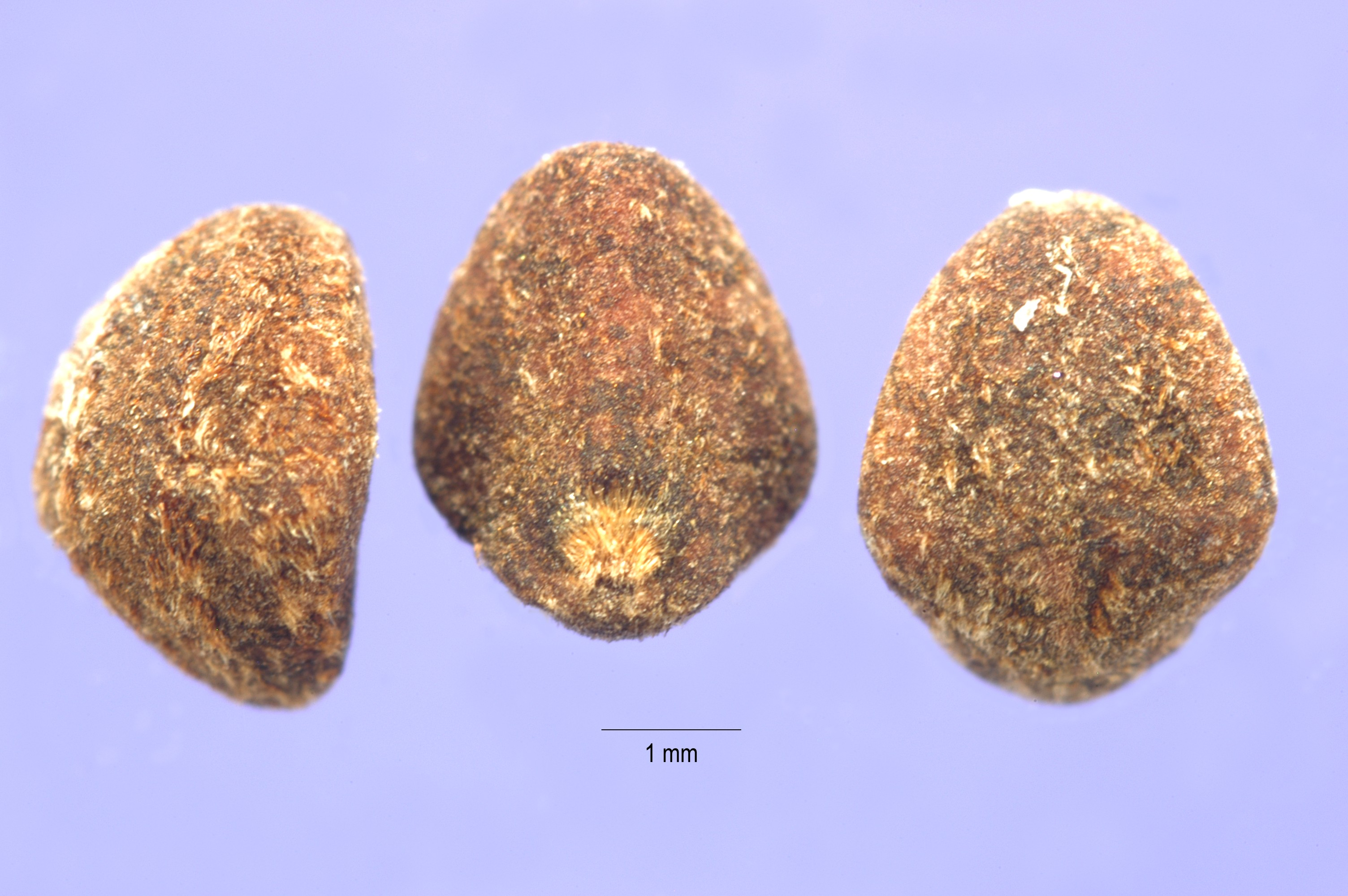
種子

モミジルコウ（学名: Ipomoea x multifida）は、ルコウソウ（Ipomoea quamoclit）とマルバルコウとの雑種で、葉が掌状に細裂する。和名は牧野富太郎による命名で、九州では野生のものが見られる。

## 分布
北アメリカを原産地とする。南アメリカ、オセアニア、アジア、アフリカに移入分布する。日本では本州（中部以南）・四国・九州に帰化している。
畑地、牧草地、道端、荒地に生育する。
日本へは『草木図説』（1856年）に嘉永年間渡来との記載が見られる。以後、本州南部以南に広く帰化し、暖地では道端の雑草となっている。ダイズやトウモロコシの農場に侵入すると、収穫量を減らしたり収穫の障害となるため問題となっている。

## 注と出典
1. 1 2 3  米倉浩司・梶田忠 (2003-). “Ipomoea coccinea L.　マルバルコウ（標準）”. BG Plants 和名−学名インデックス（YList）. 2024年8月31日閲覧。
2. ↑  米倉浩司・梶田忠 (2003-). “Quamoclit coccinea (L.) Moench”. BG Plants 和名−学名インデックス（YList）. 2015年12月4日閲覧。
3. ↑  米倉浩司・梶田忠 (2003-). “Quamoclit angulata (Roem. et Schult.) Bojer”. BG Plants 和名−学名インデックス（YList）. 2015年12月4日閲覧。
4. 1 2 3  『野に咲く花 増補改訂新版』 445頁。
5. 1 2 3 4 5 6 7 8 9 10 11 12 13 14  長田武正 1976, p. 159.
6. ↑  岩槻秀明『街でよく見かける雑草や野草がよーくわかる本 : 収録数600種以上!』（最新版）秀和システム〈Handy & Color Illustrated Book〉、2014年、286頁。ISBN 978-4-7980-4136-0。
7. 1 2  『日本帰化植物写真図鑑』 242頁。
8. ↑  植村修二ほか編著『日本帰化植物写真図鑑 : Plant invader 500種 第2巻』全国農村教育協会、2010年、180頁。ISBN 978-4-88137-155-8。
9. 1 2 3  国立環境研究所. “マルバルコウ”. 侵入生物データベース ―外来種/移入種/帰化動植物情報のポータルサイト―. 2015年12月4日閲覧。